# 授業評価
授業評価（じゅぎょうひょうか、英: evaluation of instructional effectiveness）は、学校における授業の内容についての総合的な評価である。大学など高等教育機関では主に学生を対象として、授業の内容についての評価や意見を求めるアンケート形式で実施される。教員が学生に授業内容の評価を求めることで、自身の授業の問題や課題を知り、よりよい授業を行えるようにすることが主な目的とされている。

## 概要
授業評価アンケートは、学校において、主に学生を対象として、学校での授業の内容についての評価や意見を求めるアンケートである。特に大学では、大学設置基準法の定める授業の内容及び方法を改善するための組織的な活動の一環として取り入れられていることが多く、日本においては99%以上の大学が全学的に展開している。
授業評価アンケートの実施方法として多いのは、一連の授業講義が終了する期の最後の授業において、出席している学生にマークシート形式で回答させるものである。設問内容は、教員の授業の技量と学生の満足度、授業に対する学生の興味と意欲、授業外の活動、シラバスの評価など多岐にわたり、この授業評価アンケートの結果を教員の評価に使用している大学もある。アンケートの実施頻度、使用するツール、設問についても共通の規定があるわけではなく、各大学独自の形式で行っている。
また、教員評価に授業評価が使われる場合もある。教員評価に「学生による授業評価」の結果を用い、優れた評価を得た教員を表彰する大学も存在する。

## 歴史

### アメリカでの誕生と発展
学生による授業評価は、アメリカの大学で始まった取り組みである。その歴史は1920年代にまで遡り、1930年代のマーケットリサーチの普及が学生用の質問紙に大きな影響を与えたと言われている。
一方で、1960年代後半の学生たちが最初に取り組んだという説もある。取り組みの起源には、「これまで大学・教員が無制限に行使してきた権限に対し、授業料を払っている学生の「消費者」としての権利を認めるべきではないか」という主張があった。これは「消費者」として、授業という商品を査定し、粗悪品を淘汰することが目的だった。この動きは、アメリカにおける公民権運動や女性解放運動と時期を一にしており、自分の研究にしか興味がなく学生を育てようとしない大学教員の傲慢・怠慢への批判から、学生たちが授業を評価することを始めたことに端を発する。
学生による教員の評価が本来の目的であったが、導入したところ教員の勤務状態を把握することができたため、企業における経営管理が大学にも広まった現在では、大学による教員の評価の資料としても使用されている。

### 日本における歴史
日本においては、1974年に国際基督教大学(ICU)が、アメリカから帰国した心理学の教員の呼びかけによって最初に始めたと言われている。その後、平成に入って大学審議会の中で「ファカルティ・ディベロップメント」の必要性が唱えられるようになると全国の大学に広まり始めた。当初は「学生の意見を聞く」こと自体に抵抗を感じる教員も多く、普及には時間を要した。しかし、2000年代から2010年代にかけて実施校は増加し、大学に限って見ると2005年度は508大学（約71%）であったのが2009年度は599大学（約80%）に、2014年度には752大学（約98%）にまで達した。
2005年に大学評価・学位授与機構が施行した大学評価基準では、基準9「教育の質の向上及び改善のためのシステム」において、授業改善と合わせて授業評価が盛り込まれている。
近年では、大学だけでなく中学校や高校でも生徒による授業評価が行われることが増えている。東京都教育委員会では、2004年から全都立高校で生徒による授業評価を実施している。

## 手法
日本の大学では、学生アンケート方式によって、学生に生じた効果を測定する「アウトカムズ（結果）評価」がほとんどである。また、同僚や訓練を受けたオブザーバーに授業を観察してもらうこともある。授業参観、教材の確認、ビデオ撮影などの方法も重要である。
学生への質問内容の代表的なものとして、(押木 2016)は以下の12個の質問を挙げている。
- 学生の自己評価（出席状況、授業態度、自主学習）
- 教育施設・設備
- 評価方法の適切さ
- 授業の進度
- 黒板・ビデオ等の使い方
- テキスト・配布の適切さ
- 質問や発言への対応状況
- 授業のわかりやすさ
- 話し方
- 授業の準備状況
- シラバスと実習の授業の関係

この中でも、「授業のわかりやすさ」「話し方」「黒板・ビデオ等の使い方」「学生の自己評価」は8割近くの大学が用いていると(押木 2016)は述べている。
学生アンケート方式では、主にマークシート形式で学生に回答させることが多い。学生は質問に対し、「とてもよい」「まあよい」「ふつう」「あまりよくない」「よくない」といったような5段階評価などで回答する。自由記述欄が設けられる場合もある。
授業評価が行われる授業のみを特別な方法で行ってしまうと、学生が普段と違うと評価してしまい、正確なデータを得ることができない。そのため、授業評価を行う日は普段通りの授業を行うことが重要である。授業評価を行う日は、授業改善が目的であれば学期途中が望ましいが、昇進など人事面の目的がある場合は学期末でなければならないと、ペース大学のピーター・セルディン名誉教授は述べている。また、ノーザン・イリノイ大学のエリザベス・ミラー准教授は、「学期末のもの」「学期途中のもの」「自己評価のもの」といった3つの授業評価による包括的評価によって、偏りを防ぎバランスの取れた評価になると述べている。
記名式のアンケートでは責任を持って回答することが多い反面、本音を回答しない可能性もある。無記名式ではその逆の傾向になるため、それぞれ長所・短所があると言える。

## 傾向
日本における授業評価の回答の傾向としては、例えば以下のようなものが挙げられる。
- 専攻分野以外の必修科目よりも、自主的に選択した科目や自分の専攻分野の必修科目の方が評価が高い[4][10]。
- 年齢、成績、在学年数、学力などと授業評価の間には、ほとんど、あるいはまったく関連性がない[10]。
- 使用したメディア（スライドなど）の良し悪しよりも、授業自体の内容や方法の方が評価に大きな影響を及ぼす[4]。
- 文系（人文科学）よりも理系（物理科学）の授業の方が低く評価される傾向にある[10]。
- 教員の教員歴や研究業績と授業評価は無関係である[10]。また、教員の地位の高低と評価に関しても関係はないが[8]、教員はTAよりも高く評価を受ける傾向がある[10]。
- 評価の高い教員が担当した学生は、他の学生に比べて最終試験の得点が高い傾向にある[10]。

## 課題
現在は多くの大学などで実施されている授業評価アンケートだが、課題が多い。

### 分析に関する課題
- 成績や出席率と合わせたクロス集計を実施している大学は少なく、全く授業に出ていない学生とすべての授業に出席した学生の評価が同等に扱われてしまう。
- 統計学的、心理学的に適切なアンケートとなるように設定されていない設問も多く、アンケートそのものの妥当性が担保されていない。
- 設問が大学ごとに異なるため、他大学比較ができない。
- 時系列比較を実施している大学が少なく、改善活動との紐づけができていない。

### 公開に関する課題
- 教員に対する誹謗中傷コメントの除外について大幅なコストがかかる。
- 授業評価アンケートの結果を学生にアクセスしやすい形で公開している大学は少なく、学生が授業評価の結果を参考にして時期の授業を検討することができないため、学生にとっては回答することにメリットが感じられない。
- 授業評価アンケートを公開している大学は多くなく、さらに公開されていても設問が共通ではないため横断的な比較はできない。そのため、入学志願者が授業評価アンケートを参考にして、大学を選ぶことはできない。

### ツールに関する課題
- マークシートで実施している場合、配布・回収はもちろん、データの集計や分析にも時間がかかる。そのうえ、設問や分析方法を変更することに大きなコストがかかる。
- スマホやPCで回答する形式では、回答率が大きく落ち込んでしまう。
- 無料アンケートシステムの流用をした場合、履修者以外の回答が可能になってしまったり、設問の作成、分析にかえって手間がかかる。

## 参照資料
1. 1 2  平成30年度の大学における教育内容等の改革状況について（概要） 文部科学省、2020年10月5日
2. ↑  加藤昌弘「アメリカの教員評価と学生参加 : 留学体験を通して」『大学と教育』第6巻、東海高等教育研究所、1992年12月、67-84頁、CRID 1050856045102141184、hdl:2237/0002003695、ISSN 0917-8686。
3. ↑  阿久津洋巳「授業評価アンケートは何を評価しているのか」『岩手大学教育学部附属教育実践総合センター研究紀要』第13巻、岩手大学教育学部附属教育実践総合センター、2014年3月、245-252頁、CRID 1390009224896243968、doi:10.15113/00010876、ISSN 1347-2216。
4. 1 2 3 4 5 6 7 8 9 10 11  押木利英子「「授業評価」とは何か-その背景と課題について-」『新潟リハビリテーション大学紀要』第5巻第1号、新潟リハビリテーション大学、2016年12月、3-10頁、CRID 1390290699799043840、doi:10.32244/00000066、ISSN 2189-0684。
5. 1 2  山崎博敏「アメリカの州立大学における教育評価 : 大学・州・全国レベルでの機構<論考>」『大学論集』第32巻、広島大学高等教育研究開発センター、2002年3月、131-146頁、CRID 1390572174807963776、doi:10.15027/27502、ISSN 03020142。
6. 1 2 3 4 5  岩佐玲子「「生徒による授業評価」の教育的意義 : 生徒参加による民主的市民性の育成」『恵泉女学園大学紀要』第18巻、恵泉女学園大学紀要委員会、2006年3月、63-77頁、CRID 1050282677905381504、ISSN 18812554。
7. ↑  谷口るり子「授業評価アンケートを用いた授業の総合評価に影響する要因の分析」『日本教育工学会論文誌』第37巻第2号、日本教育工学会、2013年、145-152頁、CRID 1390001205227762688、doi:10.15077/jjet.kj00008877493、ISSN 13498290。
8. 1 2 3 4  「大学評価・学位授与機構 公開講演会「授業評価で大学をどう変えるか : アメリカにおける取組みと成果」」『21世紀教育フォーラム』第2巻、弘前大学21世紀教育センター、2007年3月、97-101頁、CRID 1050845761102569856、hdl:10129/4709。
9. 1 2  日本大学FDガイドブック 日本大学、2023年12月30日閲覧。
10. 1 2 3 4 5 6  安岡高志「学生による授業評価の進展を探る」『京都大学高等教育研究』第13巻、京都大学高等教育研究開発推進センター、2007年12月、73-88頁、CRID 1050845760474125696、hdl:2433/54217、ISSN 1341-4836。